# Virus d'ADN
Un virus d'ADN és un virus que té ADN (àcid desoxiribonucleic) com a material genètic i que es replica per mitjà d'una DNA polimerasa dependent del DNA. L'àcid nucleic sol ser DNA bicatenari (dsDNA) però també pot ser ADN monocatenari (ssDNA). Els virus d'DNA pertanyen o bé al Grup i o al Grup II del sistema de classificació de Baltimore de virus. Tot i que els virus del Grup VII com ara l'hepatitis B contenen un genoma d'DNA, no se'ls considera virus ADN segons la classificació de Baltimore, sinó virus de transcripció inversa, car es repliquen per mitjà d'un intermediari d'ARN.

## Propostes taxonòmiques recents de l'HerpesviridaeStudy Group
Els virus de l'herpes són virus d'DNA bicatenaris assignats al Grup I. L'Herpesviridae Study Group ha proposat que els virus de l'herpes siguin assignats a un ordre de nova creació, el dels herpesvirals. També proposen que la família dels herpesvírids, actualment sense assignar, sigui assignat al nou ordre de l'herpes.

## Grup I – Virus dsDNA
- Ordre Caudovirales
  - Família Myoviridae - inclou bacteriòfag d'enterobacteris T4
  - Família Podoviridae
  - Família Siphoviridae - inclou bacteriòfag d'enterobacteris λ
- Ordre Herpesviridae
  - Família Alloherpesviridae
  - Família Herpesviridae – inclou els virus de l'herpes humana, el virus Varicella zoster
  - Família Malacoherpesviridae

- Famílies sense assignar
  - Família Ascoviridae
  - Família Adenoviridae
  - Família Asfarviridae - inclou el virus de la pesta porcina africana
  - Família Baculoviridae
  - Família Coccolithoviridae
  - Família Corticoviridae
  - Família Fuselloviridae
  - Família Guttaviridae
  - Família Iridoviridae
  - Família Lipothrixviridae
  - Família Nimaviridae
  - Família Papillomaviridae
  - Família Phycodnaviridae
  - Família Plasmaviridae
  - Família Polyomaviridae - inclou virus dels simis 40, virus JC
  - Família Poxviridae – inclou el virus de la verola bovina, verola
  - Família Rudiviridae
  - Família Tectiviridae
- Gèneres sense assignar
  - Mimivirus

## Grup II – Virus ssDNA
- Famílies de bacteriòfags sense assignar
  - Família Inoviridae
  - Família Microviridae
- Famílies sense assignar
  - Família Geminiviridae
  - Família Circoviridae
  - Família Nanoviridae
  - Família Parvoviridae - inclou Parvovirus B19
- Gèneres sense assignar
  - Anellovirus